# Michael Günther Bard
Michael Günther Bard (* 3. April 1967 in Karl-Marx-Stadt, heute Chemnitz, als Michael Günther; † 6. August 2024 in Magdeburg) war ein deutscher Schauspieler.

## Leben
Bard wuchs in Karl-Marx-Stadt auf. Nach seinem Schulabschluss absolvierte er von 1986 bis 1990 eine professionelle Schauspielausbildung an der Theaterhochschule Leipzig.
Bard gehörte 1990 zu den Gründungsmitgliedern der Freien Kammerspiele Magdeburg und spielte als Bühnendarsteller Hauptrollen in zahlreichen Theaterstücken, wie beispielsweise in König Lear. Er hatte zahlreiche Theaterengagements, wechselte 2001 ans Theater Bern und 2007 ans Hessische Staatstheater Wiesbaden. 2014 kehrte er zurück und gründete das Privattheater Kammerspiele Magdeburg.
Er wirkte in mehreren Film- und Fernsehproduktionen mit, oftmals in Nebenrollen.
Michael Günther Bard lebte in Magdeburg und war mit der Schauspielerin Susanne Bard verheiratet, die zwei Wochen vor ihm starb. Bard starb am 6. August 2024 im Alter von 57 Jahren nach längerer Krankheit.

## Filmografie
- 2002: Baader
- 2003: Löwenzahn (Fernsehserie, 1 Folge)
- 2004: Mein Bruder ist ein Hund
- 2011: Der Staatsanwalt (Fernsehserie, 1 Folge)
- 2014: Polizeiruf 110: Eine mörderische Idee
- 2016: SOKO Leipzig (Fernsehserie, 1 Folge)